# الكلية التعاونية للتكنولوجيا والقيادة
الكلية التعاونية للتكنولوجيا والقيادة (CCTL) هي أحد برامج المدرسة الثانوية المبكرة في مقاطعة إيريدل، نورث كارولاينا. تأسست الكلية في سنة 2005، وقد تم الاعتراف بها كمدرسة لـ «الابتكار والتميز»، وهو اعتراف يتم منحه لـ 16 مدرسة فقط في ولاية كارولينا الشمالية. حصلت على جائزة Apple للمدرسة المتميزة في عام 2016.
يتخرج الطلاب من كلية CCTL بدرجة جامعية في غضون 5 سنوات ولديهم خيار إكمال البرنامج في 4 سنوات أخرى. جميع الأرصدة قابلة للتحويل إلى جامعات في نظام جامعة نورث كارولاينا، على الرغم من حصول الطالب على درجة "C" أو أعلى في كل فصل يتم نقله.
نظرًا لوجود الكلية التعاونية في الحرم الجامعي الرئيسي لكلية ميتشل المجتمعية، فإن الانتماء بين المدرستين هو الأقوى بين جميع برامج الكلية المبكرة في مقاطعة إيريديل، ويجب على طلاب الكلية الالتزام بكل من سياسات الكلية المبكرة وكلية ميتشل المجتمعية.